# René Letelier
René Letelier Martner (San Bernardo, 21 de febrero de 1915-Santiago, 2 de julio de 2006) fue un Maestro Internacional de ajedrez chileno.

## Resultados destacados en competición
Jugó en muchos Campeonato de Chile de ajedrez. En 1932, logró el 4.º lugar. (Enrique Reed ganó ese año). En 1934 salió 2.º, detrás de Mariano Castillo. Finalmente, Letelier fue Campeón chileno en las ediciones de los años 1957, 1959, 1960, 1964 y 1973.
Fue subcampeón del VII Torneo Sudamericano en San Paulo en el año 1937.
Jugó por Chile siete Olimpíadas de ajedrez.
- En 1939, Tercer tablero en la 8.º Olimpiada en Buenos Aires (+4 –8 =1);
- En 1950, Tercer tablero en la 9.º Olimpiada en Dubrovnik (+4 –5 =6);
- En 1956, Segundo tablero en la 12.º Olimpiada en Moscú (+5 –3 =9);
- En 1960, Primer tablero en la 14.º Olimpiada en Leipzig (+7 –4 =8);
- En 1964, Primer tablero en la 16.ª Olimpiada en Tel Aviv (+4 –7 =5);
- En 1966, Primer tablero en la 17.ª Olimpiada en La Habana (+4 –6 =7);
- En 1974, Cuarto tablero en la 21.ª Olimpiada en Niza (+3 –4 =1).

En 1960 fue nominado Maestro Internacional por la FIDE.

## Victorias notables en partidas de ajedrez
- René Letelier vs Jacobo Bolbochán, Mar del Plata 1936, Gambito de Dama declinado, Semi-Slav, D46, 1-0[4]
- René Letelier vs Miguel Najdorf, Montevideo 1954, Apertura India de Rey, Sämisch Variation, E80, 1-0[5]
- Bobby Fischer vs René Letelier, Mar del Plata 1959, Ruy López o Apertura Española, Cerrada, Chigorin, C97, 0-1[6]